# Smetana (sản phẩm từ sữa)

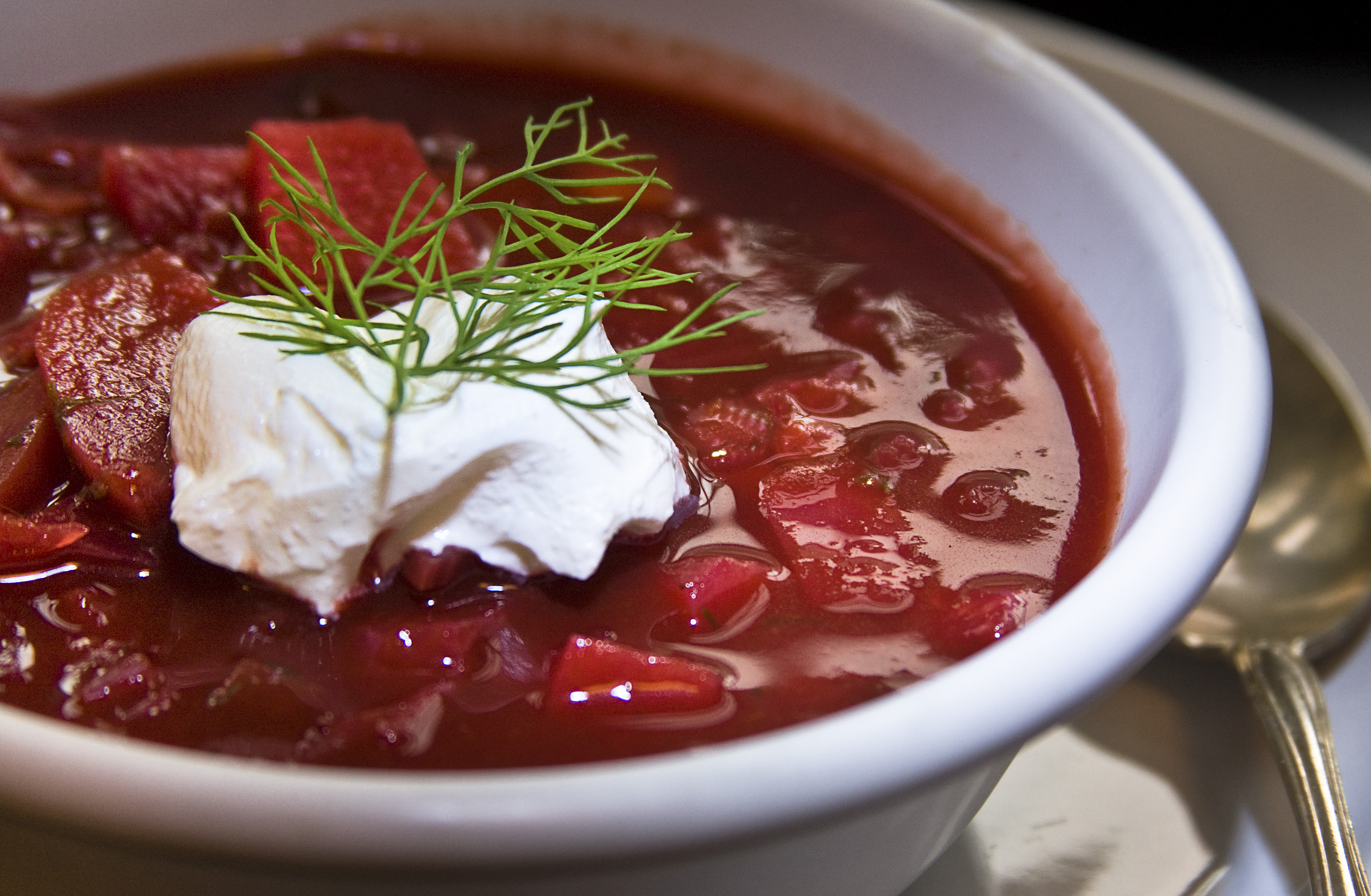
Một bát canh củ dền (borsch) với smetana

Smetana là tên tiếng Anh của các loại kem chua truyền thống phổ biến tại các quốc gia Trung Âu, Đông Âu, Đông Nam Âu và Trung Á. Nó tương tự như kem fraîche (28% chất béo), nhưng ngày nay thường chứa từ 9%-42% chất béo từ sữa tùy theo quốc gia. Tính chất của nó khác với kem fraîche và kem chua ít béo của Mỹ (chứa từ 12%-16% chất béo từ bơ sữa). Nó được dùng rộng rãi trong việc nấu nướng.

## Sử dụng

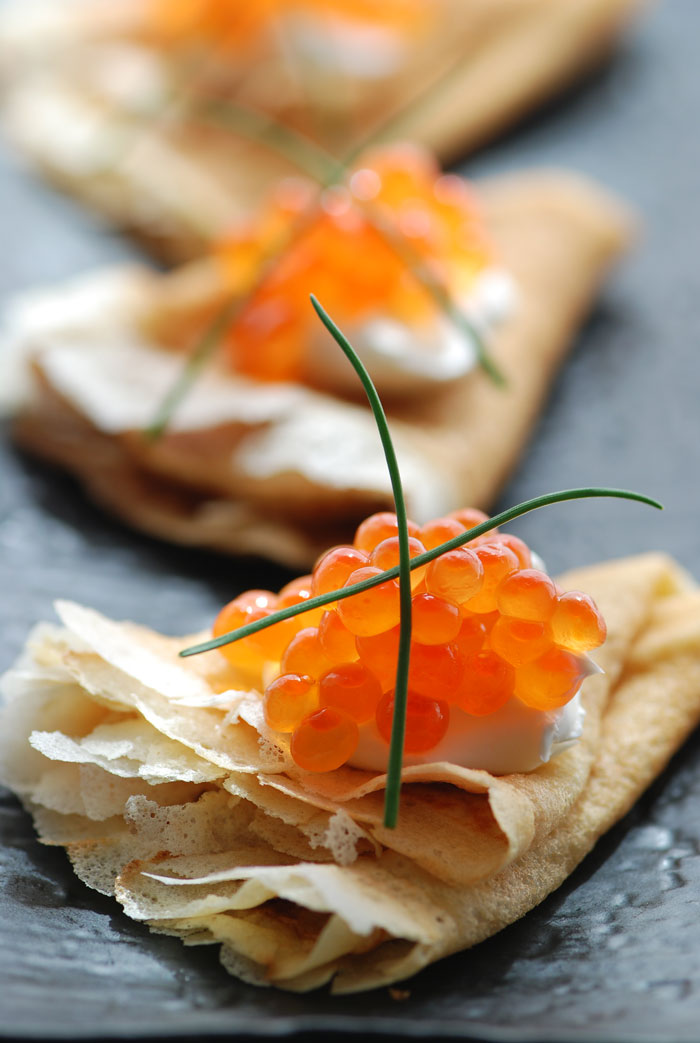
Blini với smetana và trứng cá muôi

Ở Nga, Belarus, Ukraina, Bulgaria, Cộng hòa Séc, Slovenia và Phần Lan gọi là smetana (сметана). Tại Romania thì được gọi là Smântână, Pavlaka hay Mileram ở các nước bán đảo Balkan, Śmietana ở Ba Lan, smotana ở Slovakia, Tejföl ở Hungary, Vrhnje ở Croatia, Schmandt ở các nước nói tiếng Đức, Grietinė ở Lithuania. Smetana được sử dụng trong các nước Trung và Đông Âu để chế biến các món khai vị, món chính, súp và tráng miệng. Ví dụ, nó có thể được khuấy với súp, ăn với salad hay các món thịt. Nó được dùng làm nước cho các món hoành thánh (pelmeny, pierogi, varenyky), hay với bánh kếp (bliny,naleśniki, oladyi, syrniki). Smetana cũng được dùng để làm nhân trong một số bánh kếp nhân thịt. Smetana được sử dụng nhiều trong nấu ăn do nó chứa hàm lượng béo trung bình nên khi nấu ăn không bị vón cục trên nhiệt độ cao. Nó thường được nấu chung với các món thịt hầm, như bò Stronganoff, rau củ hầm, hay các món ăn nấu trong lò nướng yêu cầu nhiều thời gian. Smetana không chảy trong lò. Các thợ nấu Hungari dùng smetana để làm sốt như sốt ớt hay trong một số món ăn như palacsinta (bánh kếp) kẹp với giăm bông hay thịt băm (Hortobágyi palacsinta)
Do khách hàng hiện nay sử dụng các sản phẩm từ sữa và yêu cầu giảm chất béo nên đã sinh ra nhiều sản phẩm mới chứa ít lượng chất béo hơn. Để mô phỏng cách nấu ăn của người Hungari và việc sử dụng smetana (tejföl trong tiếng Hungary), sách nấu ăn Hungari khuyên nên dùng kem chua của phương Tây trộn với kem béo (38%-40% chất béo). Không giống như hỗn hợp kem chua và kem béo, smetana không phải là hỗn hợp ủ đồng nhất.

Những đĩa hoành thánh (varenyky) với hành tây và smetana

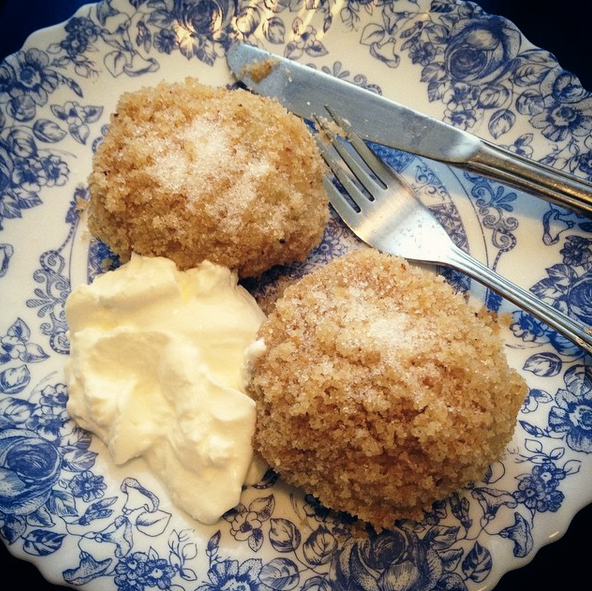
Bánh dày nhân mận ăn kèm với smetana

Ở các nước Trung Âu, như Cộng hòa Séc, smetana thường được nhắc tới như 1 loại kem ngọt hay kem chua. Nó cần phải chứa ít nhất 10% chất béo. Smetana có ít nhất 30% chất béo gọi là smetana ke šlehání (kem béo) và được dùng để làm Šlehačka (kem phọt)

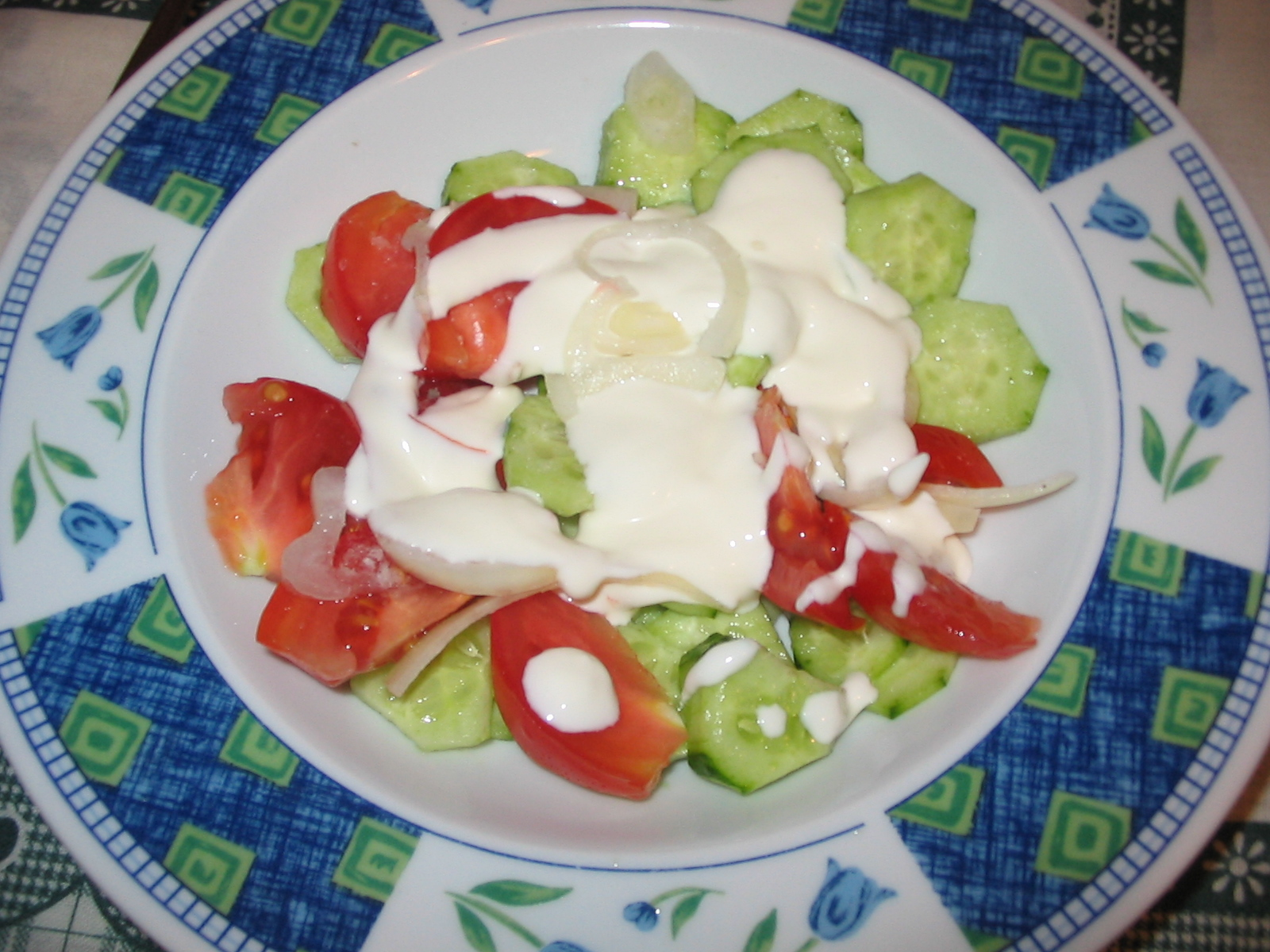
Salad rau củ với smetana

Trong ẩm thực Nga, Ukraina, Belarus, Ba Lan, smetana thường được ăn với borsch (canh củ dền) và một số loại súp khác, được dùng làm nước sốt salad và gia vị cho món hoành thánh, như varenyky, pierogi, pelmeni. Nó được dùng làm nước sốt trong ẩm thực Bohemian (Séc), như thịt bò svíčková.
Schmand mit Glumse (kem phọt với phô mai chua) được dùng trong ẩm thực các nước thuộc Phổ và ẩm thực Đức-quốc. Chú ý, món kem này không dùng trong món mặn, nhưng lại dùng cho bánh Schmandkuchen và các món tráng miệng. Một quyển sách y-khoa của Đức vào năm 1677 khuyên bạn rằng Schmand hay Milchraam là phần sữa ngon nhất. Schmand là phần kem của sữa, là bọt nổi lên của sữa giống như bia. Tại vùng Bancăng, có một loại smetana béo hơn, Mileram, là một sản phẩm có sau khi một phiên bản khác có tên là Müllerrahm (kem của Miller)
Khi so sánh các hãng smetana, người Ba-lan và người Nga sẽ so sánh hàm lượng chất béo trong sản phẩm. Chất béo có thể giới hạn từ 10% (lỏng) đến 70% (đặc). Các loại smetana thông thường chứa 10%-40% vhaats béo (chất béo từ sữa chỉ dành cho các sản phẩm đặc trưng). Các phụ gia làm đặc như gelatine không bị cấm trong quy định chế biến, nên ngày nay, rất khó để kiếm được smetana không chứa chất làm đặc trong cửa hàng thông thường, mà những người tiêu dùng cho rằng là lừa đảo và sản phẩm dưới chất lượng, không phù hợp trong việc nấu ăn, khi mà một số món ăn sẽ bị thiu khi có chát làm đặc. Các loại smetana của nông dân được khuyên dùng để thay thế.

## Smântână

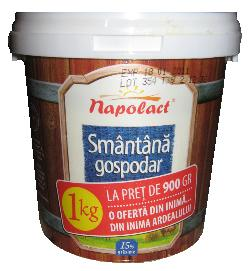
Smântână từ Napolact

Smântână là một sản phẩm từ sữa của Rumani, được chế biến bằng cách tách chất béo của sữa qua quá trình lắng cặn và giữ lại kem sữa. Smântână sẽ không bị vón cục khi nấu hoặc cho lên các món ăn nóng. Smântână có vị hơi chua và ngọt, nếu như sản phẩm có vị chua thì tức là đã bị hỏng.
Cái tên smântână có họ hàng với từ smetana của tiếng Xlavơ (Séc: "kem"; Nga:"kem chua"
Smântână được sử dụng rộng rãi trong ẩm thực Rumani, trong món khai vị, món chính, súp và tráng miệng. Nó thường được ăn cùng với ciorbă và một số món súp khác, và được sử dụng như một loại gia vị cho món mămăligă và hoành thánh như sarmale. 

## Hãy xem
- Kem fraîche
- Kajmak
- Sữa chua cặn
- Các loại nước xốt